# Alceu de Freitas Wamosy
Alceu de Freitas Wamosy (Uruguaiana, 14 de fevereiro de 1895 – Santana do Livramento, 13 de setembro de 1923) foi um jornalista e poeta brasileiro.

## Biografia
Filho de José Afonso Wamosy, de origem húngara, e de Maria de Freitas, foi poeta simbolista. Publica seu primeiro livro Flâmulas, poemas, em 1913, quando já escreve para o jornal A Cidade, fundado por seu pai em Alegrete, Rio Grande do Sul.
Adquire em 1917 o jornal O Republicano, no qual permanece até a morte. No ano de publicação do seu Coroa de Sonhos, no qual enfeixa um dos mais belos sonetos da língua portuguesa ("Duas Almas"), envolve-se ardentemente na Revolução de 1923, sendo ferido a bala e vindo a falecer em um "hospital de sangue" na companhia da mãe e da esposa, com a qual casa-se in extremis.
É Patrono da Cadeira N.° 40 da Academia Rio-Grandense de Letras; aclamado patrono da Feira do Livro de Porto Alegre de 1967.

## Obras
- Flâmulas, 1913
- Terra Virgem, 1914
- Coroa de Sonhos, 1923
- Poesias Completas, 1925
- Poesia Completa, 1994